# Final (escacs)
|   | a                                               | b                                               | c                                               | d                                               | e                                               | f                                               | g                                               | h                                               |   |
| 8 | b6 negres rei · c4 negres peó · f4 blanques rei | b6 negres rei · c4 negres peó · f4 blanques rei | b6 negres rei · c4 negres peó · f4 blanques rei | b6 negres rei · c4 negres peó · f4 blanques rei | b6 negres rei · c4 negres peó · f4 blanques rei | b6 negres rei · c4 negres peó · f4 blanques rei | b6 negres rei · c4 negres peó · f4 blanques rei | b6 negres rei · c4 negres peó · f4 blanques rei | 8 |
| 7 | b6 negres rei · c4 negres peó · f4 blanques rei | b6 negres rei · c4 negres peó · f4 blanques rei | b6 negres rei · c4 negres peó · f4 blanques rei | b6 negres rei · c4 negres peó · f4 blanques rei | b6 negres rei · c4 negres peó · f4 blanques rei | b6 negres rei · c4 negres peó · f4 blanques rei | b6 negres rei · c4 negres peó · f4 blanques rei | b6 negres rei · c4 negres peó · f4 blanques rei | 7 |
| 6 | b6 negres rei · c4 negres peó · f4 blanques rei | b6 negres rei · c4 negres peó · f4 blanques rei | b6 negres rei · c4 negres peó · f4 blanques rei | b6 negres rei · c4 negres peó · f4 blanques rei | b6 negres rei · c4 negres peó · f4 blanques rei | b6 negres rei · c4 negres peó · f4 blanques rei | b6 negres rei · c4 negres peó · f4 blanques rei | b6 negres rei · c4 negres peó · f4 blanques rei | 6 |
| 5 | b6 negres rei · c4 negres peó · f4 blanques rei | b6 negres rei · c4 negres peó · f4 blanques rei | b6 negres rei · c4 negres peó · f4 blanques rei | b6 negres rei · c4 negres peó · f4 blanques rei | b6 negres rei · c4 negres peó · f4 blanques rei | b6 negres rei · c4 negres peó · f4 blanques rei | b6 negres rei · c4 negres peó · f4 blanques rei | b6 negres rei · c4 negres peó · f4 blanques rei | 5 |
| 4 | b6 negres rei · c4 negres peó · f4 blanques rei | b6 negres rei · c4 negres peó · f4 blanques rei | b6 negres rei · c4 negres peó · f4 blanques rei | b6 negres rei · c4 negres peó · f4 blanques rei | b6 negres rei · c4 negres peó · f4 blanques rei | b6 negres rei · c4 negres peó · f4 blanques rei | b6 negres rei · c4 negres peó · f4 blanques rei | b6 negres rei · c4 negres peó · f4 blanques rei | 4 |
| 3 | b6 negres rei · c4 negres peó · f4 blanques rei | b6 negres rei · c4 negres peó · f4 blanques rei | b6 negres rei · c4 negres peó · f4 blanques rei | b6 negres rei · c4 negres peó · f4 blanques rei | b6 negres rei · c4 negres peó · f4 blanques rei | b6 negres rei · c4 negres peó · f4 blanques rei | b6 negres rei · c4 negres peó · f4 blanques rei | b6 negres rei · c4 negres peó · f4 blanques rei | 3 |
| 2 | b6 negres rei · c4 negres peó · f4 blanques rei | b6 negres rei · c4 negres peó · f4 blanques rei | b6 negres rei · c4 negres peó · f4 blanques rei | b6 negres rei · c4 negres peó · f4 blanques rei | b6 negres rei · c4 negres peó · f4 blanques rei | b6 negres rei · c4 negres peó · f4 blanques rei | b6 negres rei · c4 negres peó · f4 blanques rei | b6 negres rei · c4 negres peó · f4 blanques rei | 2 |
| 1 | b6 negres rei · c4 negres peó · f4 blanques rei | b6 negres rei · c4 negres peó · f4 blanques rei | b6 negres rei · c4 negres peó · f4 blanques rei | b6 negres rei · c4 negres peó · f4 blanques rei | b6 negres rei · c4 negres peó · f4 blanques rei | b6 negres rei · c4 negres peó · f4 blanques rei | b6 negres rei · c4 negres peó · f4 blanques rei | b6 negres rei · c4 negres peó · f4 blanques rei | 1 |
|   | a                                               | b                                               | c                                               | d                                               | e                                               | f                                               | g                                               | h                                               |   |

Dins l'entorn dels escacs, el  final  fa referència a la tercera etapa del joc, després de l'obertura i el mig joc, en la qual queden poques peces sobre el tauler i el desenllaç és imminent. Hom recomana que sigui l'etapa del joc que els principiants aprenguin en primer lloc.

## El final d'una partida
Una partida d'escacs acaba quan es dona alguna d'aquestes situacions:
- Un dels jugadors fa escac i mat i guanya.
- Els jugadors empaten o fan taules.

El final com a etapa del joc té a veure amb els moviments previs a aquests desenllaços.
Tot i que una partida pot acabar en pocs moviments, amb un escac i mat (com ara l'escac i mat del pastor), el més habitual és que la partida es decideixi en un final. El final com a etapa del joc acostuma a començar després de 30 moviments o més i es caracteritza pel fet que:
- Queden poques peces al tauler, de manera que les combinacions de moviments són menys nombroses que en les etapes anteriors del joc.
- Les peces de llarg abast com dama, torre o alfil tenen més llibertat de moviments, ja que el tauler està més buit.
- Els peons avançats poden arribar a coronar i, amb aquest fet, un bàndol en desavantatge passa a tenir avantatge. No és estrany veure partides que acaben amb més de dues dames.
- Els cavalls perden part de la seva importància en no ser tan necessària la seva capacitat de salt.
- Els reis, abans peces passives i necessitades de protecció, esdevenen peces ofensives o defensives molt útils.

## El final de joc
Sovint la línia que separa el mig joc i el final no és clara, ja que pot passar bé gradualment o bé pel ràpid intercanvi d'un petit nombre de parells de peces. El final, però, té característiques ben diferents respecte del mig joc, i els jugadors han d'aplicar estratègies diferents per a aquesta etapa. En particular, cada peó existent es torna més important per la seva capacitat de promoció; els finals usualment giren al voltant del tema de tractar de promoure un peó (avançant fins a la seva vuitena fila). El rei, que ha de ser protegit en les etapes prèvies al final (obertura i mig joc) es torna part important de l'estratègia del final de joc, a causa de la petita quantitat d'amenaces que existeixen i a la seva capacitat d'atac, a banda del fet que ni la peça més poderosa en moviment (la dama) és capaç de fer escac i mat per si sola.

## Estudis
Molta gent ha realitzat estudis dels finals d'escacs, els principals mats amb el material mínim estan ben estudiats així com les formes de guanyar quan no sembla clara una victòria o la forma d'aconseguir taules mitjançant el tema de l'ofegat quan sembla que es té la partida perduda.
És molt curiós en escacs que un peó que en l'obertura o el mig joc tenen un valor d'1, al final signifiquin l'esperança de guanyar la partida, així per exemple en un final de rei i cavall contra rei i peó és millor tenir el peó, que podria coronar, que no pas el cavall, que no pot fer escac i mat per sí sol, ni amb l'ajut del rei propi.
Els finals en escacs es classifiquen d'acord amb el tipus de peces i la quantitat de peces que queden al tauler. Alguns finals interessants són:
- Final de rei contra rei i peó.
- Final de rei contra rei, alfil i cavall.
- Final de rei contra rei i alfils de colors diferents.
- Finals de rei i torre, contra rei i torre, amb peons o sense.

Els finals artístics consisteixen en posicions similars a un final de joc normal, generalment amb poques peces, creades amb el propòsit de presentar una solució que, ja sigui per l'enginy que requereix, la subtilesa dels moviments necessaris, o la seva originalitat, mostren la bellesa del joc. Hi ha diversos autors que s'han dedicat a la composició d'aquest tipus de finals:
- Alexei Alekséievitx Troitzky

En els estudis se sol anomenar bàndol "fort" al jugador que té avantatge de peces i bàndol "feble" al que té desavantatge.

## Finals bàsics
S'anomenen finals bàsics aquells en què el rei "feble" està sol a l'escaquer.
Finals bàsics que acaben en escac i mat i victòria del bàndol amb més peces.
- Dues torres i rei contra rei
- Dama i rei contra rei
- Torre i rei contra rei
- Peó i rei contra rei
- Dos alfils i rei contra rei
- Cavall, alfil i rei contra rei

(Estan ordenats de menor a major dificultat, com es recomana per a l'aprenentatge.)
Finals bàsics que acaben en taules:
- Cavall i rei contra rei
- Alfil i rei contra rei
- Dos cavalls i rei contra rei

Les mateixes regles de moviment d'aquestes peces impedeixen que cap dels bàndols pugui fer escac i mat.
Finals bàsics amb més peces:
La resta de mats de més peces contra rei sol no se solen estudiar, ja que són combinacions dels mats bàsics essencials.

## Finals contra rei i peó
- Dos cavalls i rei contra rei i peó
- Dos alfils i rei contra rei i peó
- Cavall, alfil i rei contra rei i peó
- Torre i rei contra rei i peó
- Dama i rei contra rei i peó
- Peons i rei contra rei i peó

## Finals amb torres i peons
- Torre contra peó
- Torre contra dos peons
- Torre contra tres o més peons
- Torre i peons contra peons
- Torre i peó contra torre
- Torre i dos peons contra torre
- Torre i peó contra torre i peó
- Torre i dos peons contra torre i peó
- Torre i dos peons contra torre i dos peons
- Finals de torres i peons amb avantatge de material
- Finals de torres i peons amb avantatge posicional